# LGBT práva v Mali

Duhová mapa Mali

Lesby, gayové, bisexuálové a transsexuálové (LGBT) se v Mali mohou setkávat s právními komplikacemi neznámými pro většinovou společnost. Podle statistiky Pew Global Attitudes Project z r. 2007 98 % tamních obyvatel  je toho názoru, že homosexualita je životní styl, který je společensky neakceptovatelný, což zemi činí jednou z 45 nejhomofobnějších podle průzkumu.

## Zákony týkající se stejnopohlavní sexuální aktivity
Stejnopohlavní sexuální styk je v Mali sice legální, nicméně homosexualita je v zemi i nadále tabu. Přetrvávající společenská a náboženská stigmata mají za následek, že valná většina zdejších obyvatel nahlíží na stejnopohlavní sexuální aktivitu a netradiční genderové role jako na amorální.

## Ochrana před diskriminací
V Mali neexistuje žádná anti-diskriminační legislativa chránící LGBT komunitu před harašmentem a násilím. Ačkoliv nejsou známy žádné případy diskriminace sexuálních menšin na státní úrovni, tak společenská diskriminace je velmi rozšířená.

## Adopce dětí
§ 522 Zákona o rodině, schválený Národním shromážděním 2. prosince 2011 a posléze podepsaný prezidentem, výslovně zakazuje homosexuálním osobám stát se osvojiteli dětí.

## Shrnutí
Podle zprávy Dr. Dembelé Bintou Keita, řídícím ARCAD/SIDA, což je organizace na pomoc homosexuálním mužům nakažených HIV/AIDS, je malijská společnost k mužům majících sex s muži netolerantní. Žijí údajně na okraji společnosti a jejich odlišná sexuální orientace představuje ve společnosti značný problém. Zdejší kulturní náhled na homosexualitu je vyloženě negativní. Předsudky a diskriminace homosexuálů má za následek jejich skrývání a vyhledávání nahodilého sexu, což způsobuje také vyšší procento homosexuálních mužů nakažených virem HIV. Muži, kteří jsou přistiženi při pohlavním styku s jiným mužem, jsou pak následně nuceni uzavírat manželství, aby ochránili rodinnou čest, ačkoli mají i pak nadále homosexuální partnery.

## Životní podmínky
| Legální stejnopohlavní styk                                          | (Nikdy nebyl trestán) |
| Stejný věk legální způsobilosti k pohlavnímu styku pro obě orientace | (1961)                |
| Anti-diskriminační legislativa ohledně projevů nenávisti a násilí    | No                    |
| Anti-diskriminační zákony v zaměstnání                               | No                    |
| Anti-diskriminační zákony v přístupu ke zboží a službám              | No                    |
| Stejnopohlavní manželství                                            | No                    |
| Jiná forma stejnopohlavního soužití                                  | No                    |
| Adopce dítěte partnera                                               | (zakázáno od r. 2011) |
| Společná adopce stejnopohlavními páry                                | (zakázáno od r. 2011) |
| Gayové a lesby mohou otevřeně sloužit v armádě                       |                       |
| Možnost změny pohlaví                                                |                       |
| Přístup k umělému oplodnění pro lesbické ženy                        | No                    |
| Náhradní mateřství pro gay páry                                      | No                    |